# Jedle himálajská
Jedle himálajská (Abies spectabilis, syn. Abies webbiana) je jehličnatý strom z čeledi borovicovitých, původem z Asie.

## Popis
Stále zelený, pomalu rostoucí strom dorůstající výšky až 60 m a průměru kmene až 3 m.
Koruna jehlancovitá nebo deštníkovitá.
Borka je šedá, později tmavě šedá. Letorosty šedé, pupeny červenohnědé. Hřebenitě uspořádané jehlice rostou po 3–4 řadách na každé straně větve. Jehlice jsou ploché 2,5–6 cm dlouhé 2,5–3,5 mm široké, na vrchní straně tmavě zelené, vespod se dvěma bílými pruhy. Šišky jsou vejcovité 10–18 cm dlouhé a 4–7 cm široké. Zbarvují se z modré barvy až k hnědočervené. Doba květu je duben–květen. Šišky dozrávají září–listopad.

## Výskyt
Nepál (pohoří Himálaj), Afghánistán (pohoří Hindukuš), Bhútán, Tibet, Čína.

## Ekologie
Roste v nadmořských výškách 2700–4000 m. Strom toleruje stín. Nesnáší znečištění ovzduší.